# Чергали
Чергали́ — село в Ромненском районе Амурской области, Россия. Административный центр Чергалинского сельсовета.

## Название
Ойконим происходит от гидронима Чергаль. По названию села переименован Хохлатский сельсовет в Чергалинский.

## География
Село Чергали расположено на правом берегу реки Чергаль, примерно в 4 км до впадения её в реку Горбыль (левый приток реки Томь), к северо-востоку от районного центра Ромненского района села Ромны.

## История
Возник как населенный пункт центральной усадьбы совхоза «Советский». Зарегистрирован официально как село в 1977 году, включив в состав Хохлатского сельсовета Ромненского района. Одновременно центр Хохлатского сельсовета перенесён из села Хохлатское в село Чергали с переименованием в Чергалинский сельсовет по наименованию села Чергали.

## Население
| 2002 | 2010 | 2012 | 2013 | 2014 | 2015 | 2016 |
| ---- | ---- | ---- | ---- | ---- | ---- | ---- |
| 397  | ↘319 | ↘310 | ↘304 | ↘296 | ↘289 | ↘286 |
| 2017 | 2018 |      |      |      |      |      |
| ↘275 | ↘270 |      |      |      |      |      |

## Инфраструктура
Личное подсобное хозяйство с зоной сельскохозяйственного использования, индивидуальная застройка усадебного типа.
Основа экономики — сельское хозяйство.
Хохлатская средняя общеобразовательная школа.

## Транспорт
Дорога к селу Чергали от районного центра Ромны идёт через Братолюбовку, расстояние — 20 км.
На северо-запад от села Чергали идёт дорога к сёлам Хохлатское и Райгородка, а на северо-восток, на правый берег реки Горбыль — к сёлам Придорожное и Смоляное.
Автобусное сообщение с райцентром. Остановка общественного транспорта «Чергали».